# Couffy-sur-Sarsonne
 Couffy-sur-Sarsonne  là một xã thuộc tỉnh Corrèze trong vùng Nouvelle-Aquitaine miền trung Pháp.